# مجمع الأمن القومي Y-12

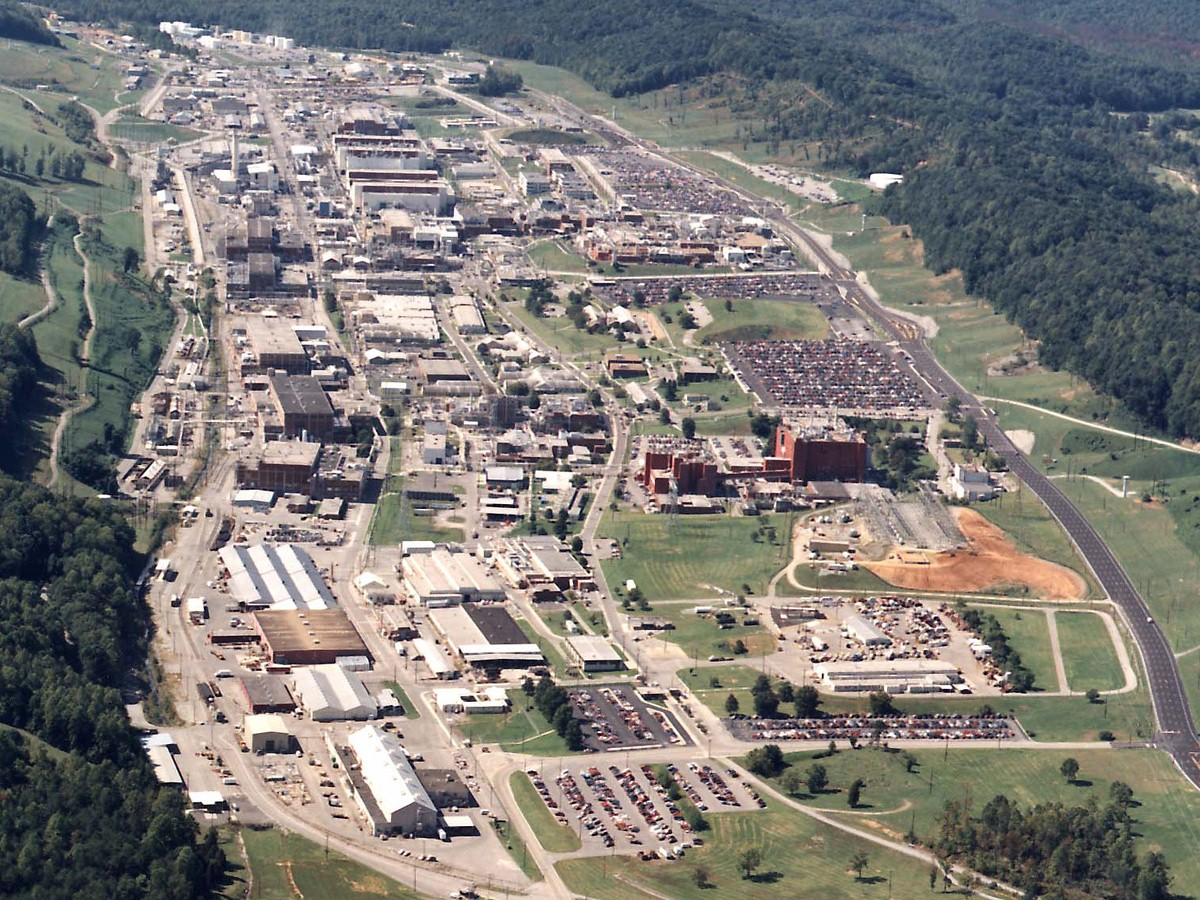
مجمع الأمن القومي Y-12.

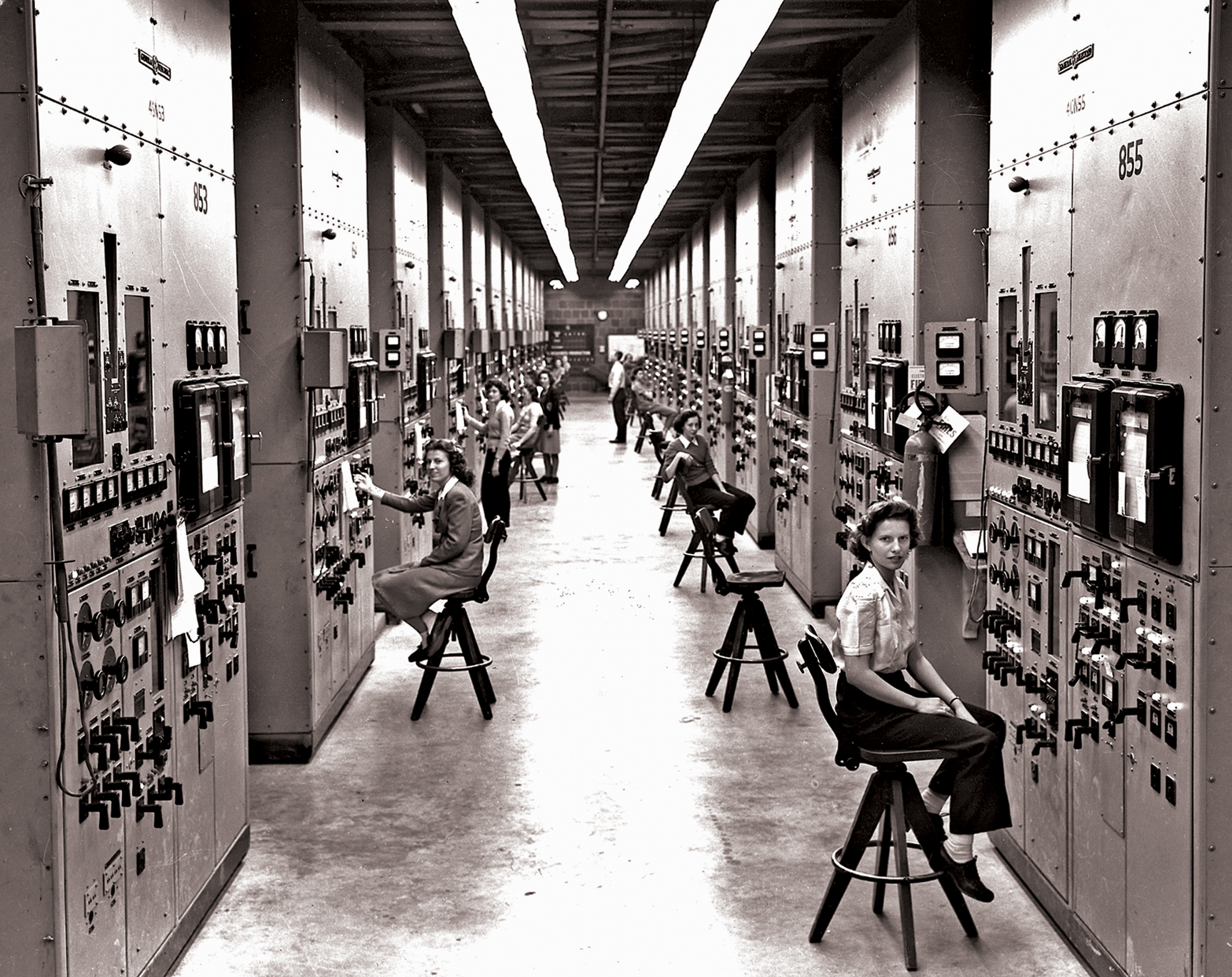
موظفو لوحة التحكم في مشروع مانهاتن في مجمع الأمن القومي Y-12

مجمع الأمن القومي Y-12 هو مرفق الإدارة الوطنية للأمن النووي التابع لوزارة الطاقة بالولايات المتحدة الأمريكية ويقع في أوك ريدج بولاية تينيسي بالقرب من مختبر أوك ريدج الوطني.
تم بناؤه كجزء من مشروع مانهاتن لغرض تخصيب اليورانيوم لأول قنبلة ذرية ويعتبر مهد القنبلة الذرية. 
في السنوات التي تلت الحرب العالمية الثانية تم تشغيله كمرفق لتصنيع مكونات الأسلحة النووية والأغراض الدفاعية ذات الصلة.